# Arnauld Mercier
Arnauld Mercier né le 4 juin 1972 à Bayeux, est un footballeur professionnel puis entraîneur français qui jouait au poste de défenseur central. 

## Biographie

### Carrière d'entraîneur

#### RFB Royal Francs Borains
Arnauld Mercier commence sa carrière d'entraineur professionnel au Francs Borains un week-end de Pâques pour sauver l'équipe de la relégation à la suite du licenciement de Michel Wintaq (saison 2011-2012).
Deux matchs pour sauver l'équipe. Mission accomplie après avoir battu l'équipe de Mons 3-1 et fait match nul au Fc Brussels 0-0.
Il signera un contrat de 2 saisons et y restera 3 avant la vente du matricule du club, alors en proie à de grosses difficultés financières pour le compte du Rfc Seraing.
Durant cette période, l'équipe progressera de saison en saison, allant de la 11e place la première année. Cinquième la seconde année avec un parcours incroyable en coupe de Belgique et un 16/e de finale de coupe à Anderlecht (2-0).
Malgré les grosses difficultés financières, l'équipe fera honneur à ses supporters et son Président Pierre Wuilquot et terminera 8e du championnat.

#### RFC Seraing
Il rejoint le RFC Seraing comme entraîneur en 2014 à la suite de la vente du Matricule du Club de Boussu-Dour Les Francs Borains. Il emmène avec lui quelques joueurs sous contrat afin de se battre pour le nouveau projet 'forcé' Serésiens. L'équipe fera une excellente saison avec un football attrayant et offensif et terminera à la 4e place du classement avec la meilleure attaque 69 buts ! Ce qui est une belle performance pour une équipe promue. Il est remercié en fin de saison par le directeur sportif de l'époque pour revenir quelques années plus tard (décembre 2019) à sa place à la demande du Président Mario Franchi.

#### KSV Roulers
En 2016, il succède à Franky Van der Elst en tant qu’entraîneur du KSV Roulers. Le Club du Ksv Roeselare évoluera en Division 1B (Proximus League) nouveau format à la suite de la réforme des championnats.
Il y a tout à bâtir car à son arrivée il y a un seul joueur sous contrat.
Six mois plus tard, son équipe est championne de la première Tranche de la Proximus League face à Antwerp et une place en finale pour une éventuelle montée en Division 1 A, un exploit !
À la surprise générale, en septembre 2017, il est démis de ses fonctions après 5 matchs alors que c'est le meilleur début de championnat de l'équipe de son histoire.
Il profite pour passer son diplôme d'entraineur Professionnel au Centre Technique National de Tubize acquis en juin 2018.

#### Retour à Seraing en tant que directeur technique
Il retourne à Seraing à la demande de son ancien président Mario Franchi et Bernard Seraing Président du FC Metz pour rétablir une situation sportive délicate à la trêve hivernale en Décembre 2019 (saison 2018-2019).
Il y effectuera 2 mercatos et plusieurs transferts pour remettre l'équipe de Christophe Grégoire sur de bons rails avec la collaboration rapprochée du FC Metz et son directeur sportif Philippe Gayot.
Il y travaillera de décembre à fin août 2019 avant de démissionner pour rejoindre le club de Waasland-Beveren qui le sollicitera mais en tant que Coach principal.

#### Découverte du haut niveau avec Waasland-Beveren
Le 30 août 2019, il démissionne de son poste de directeur technique à Seraing pour devenir le nouvel entraîneur principal de Waasland-Beveren. Il remplace Adnan Custovic, remercié pour manque de résultat. Il signe un contrat portant sur une saison (+ 2 saisons en option) en cas de maintien.
Dès ses débuts il marque de son empreinte son arrivée et enchaine des résultats positifs 3 nuls et une victoire.
Le manque d'expérience de la plus jeune équipe de la Jupiler Pro League (23 ans) se fait ressentir malgré des performances contre de grandes équipes. Match nul contre Anderlecht et victoire contre le Standard de Liège.
Le mercato d'hiver n'aidera pas le coach et son équipe, un seul transfert entrant, pire il y aura 5 transferts sortants.
Le 23 février 2020, il est limogé du club anversois pour manque de résultat, le club étant classé provisoirement dernier de la Jupiler Pro League, à 3 matches de la fin du championnat alors qu'ils ont encore les cartes en main.
Son adjoint reprendra l'équipe sans aucun succès avant que le championnat ne s'arrête pour cause de COVID19.
Après plusieurs recours le club de Waasland -Beveren se maintiendra en Jupiler Pro League pour la saison 2020-2021.

#### Retour au Royal Francs Borains
Le 5 mars 2022, il revient au Royal Francs Borains comme entraîneur principal en remplacement de Steve Pischedda.